# Myuchelys
Myuchelys é um gênero de tartarugas, as tartarugas australianas de concha, na família Chelidae e na subfamília Chelodininae. Eles habitam as cabeceiras e afluentes dos rios dentro de sua faixa e isso deu origem ao nome Myuchelys, que é formado da palavra aborígine myuna que significa água clara e do grego chelys que significa tartaruga. Eles têm um pescoço curto e a placa intergular separa completamente as placas gulares.

## Espécies
O gênero atualmente contém essas pequenas espécies crípticas de tartarugas de água doce, endêmicas do leste e norte da Austrália:
- Myuchelys bellii, Gray, 1844[2]
- Myuchelys georgesi, Cann, 1997[3]
- Myuchelys latisternum, Gray, 1867[4]
- Myuchelys purvisi, Wells & Wellington, 1985

## História Taxonômica
A espécie M. latisternum foi originalmente colocada no gênero Elseya por Gray em 1867, mas Elseya foi redefinida por George Albert Boulenger em 1889 para incluir espécies definidas pela presença de uma crista alveolar. Assim, Myuchelys latisternum e Myuchelys novaeguineae foram transferidos para o gênero Emydura. In 1967, the two species were placed back in the genus Elseya by J. Goode, where they remained until recently.
Durante o tempo, a espécie Myuchelys bellii perdeu-se basicamente para o conhecimento, tendo sido erroneamente identificada como uma espécie sul-americana quando descrita por Gray em 1844, e estava no gênero Phrynops até que esse descuido foi corrigido por Cann em 1998.
A primeira tentativa de separar este grupo em seu próprio gênero foi o gênero Euchelymys (Gray, 1871),  mas este nome foi posteriormente sinonimizado com Elseya por Boulenger (1889) e o nome foi tornado permanentemente indisponível quando Lindholm ( 1929) definir Euchelymys sulcifera (= Emydura macquarii) como a espécie-tipo, efetivamente tornando o nome Euchelymys um sinônimo júnior de Emydura.